# Herrenhaus Wiebendorf

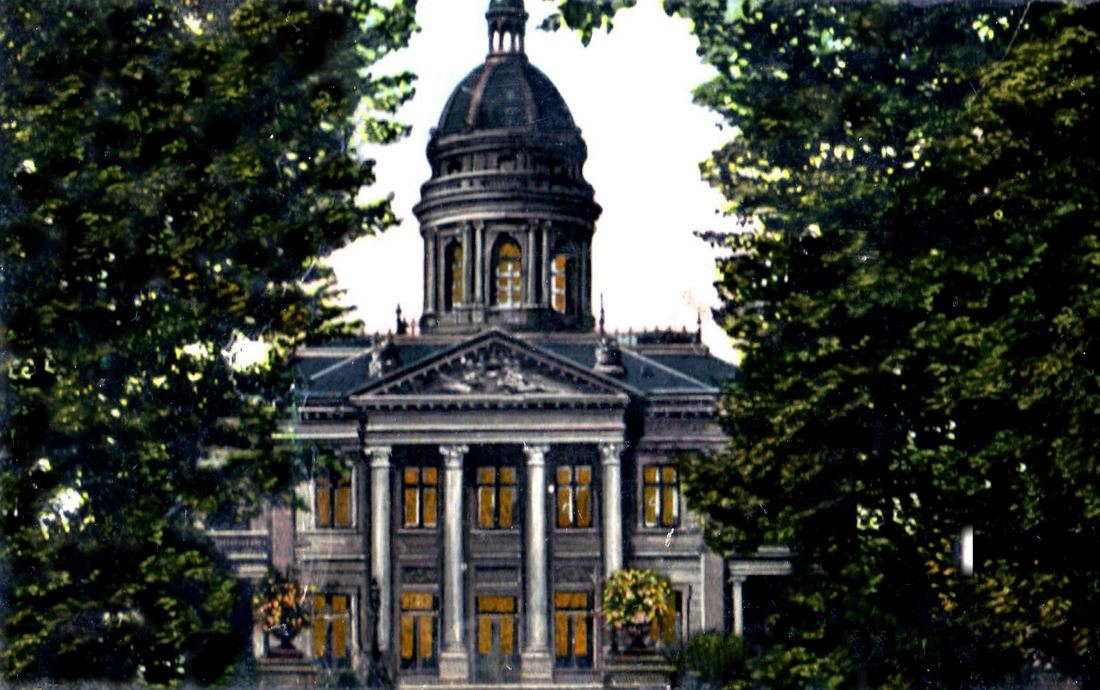
Herrenhaus Wiebendorf, Blick auf den Zugangsbereich mit dem viersäuligen Portikus.

Das Herrenhaus Wiebendorf befand sich im Ortsteil Wiebendorf der Gemeinde Bengerstorf im Landkreis Ludwigslust-Parchim und war bis zu seiner weitgehenden Zerstörung 1943 das größte und prunkvollste Herrenhaus Westmecklenburgs.

## Geschichte
Im Jahr 1876 erwarb der Hamburger Unternehmer und Pächter der Hamburger Gaswerke Carl Hermann Theodor Haase, den Kaiser Wilhelm II. am 28. Mai 1889 / 24. Juni 1889 in den erblichen Adelsstand als von Haase erhob, das 223 ha große Gut Wiebendorf und Hof Bretzin mit 312 ha von der Familie von Witzendorff. Der Besitz eines Landgutes war seinerzeit für vermögende Hamburger ein erstrebenswertes Ziel. In Wiebendorf begann Haase sogleich mit dem grundlegenden Um- und Ausbau des bereits vorhandenen Gutsbetriebes. Als Erstes ließ er einige Wohn- und Wirtschaftsgebäude errichten, währenddessen begab er sich auf die Suche nach einem Architekten, der ein seinen Wünschen entsprechendes Herrenhaus planen und errichten sollte. Seine Wahl fiel auf die Architekten Martin Haller und Leopold Lamprecht, beide anerkannte Hamburger Architekten, die sich mit ihren Villenbauten und städtischen Auftragsbauten in und um Hamburg einen Namen gemacht hatten. Bauherr Haase ließ Haller dann nahezu freie Hand bei seinem Gestaltungsentwurf. Haller zitierte seinen Auftraggeber später: „Ich muss – so sagte er mir beim ersten Auftrag – eine Kuppel haben, so hoch wie die des Charlottenburger Schlosses, damit ich meine Bude schon von der Bahnstation in Boizenburg zu Gesicht bekomme.“
Das von der Familie Haase mit erworbene große Gutshaus, direkt an der Schaale gelegen, sollte den Ansprüchen der Herrschaften nicht mehr genügen und wurde infolgedessen abgebrochen.
Im Jahr 1882 begann der Bau des neuen Herrenhauses, nach den Plänen Hallers. 1884 konnte Gutsherr Haase dann sein prunkvolles Anwesen in Besitz nehmen. Geld schien für Haase keine große Rolle gespielt zu haben, nicht nur im Äußeren entstand ein „monumentaler Prunkbau“. Die Baukosten betrugen stolze 390.000 Mark, die Einrichtung kostete zusätzlich noch einmal 154.000 Mark.
Am 28. Januar 1885 präsentierte Architekt Haller dem bei einer Versammlung anwesenden Fachpublikum des Architekten- und Ingenieurvereins Hamburg die von ihm in Auftrag gegebenen Photographien des fertiggestellten Herrenhauses Wiebendorf.
Nachdem das Herrenhaus fertiggestellt war, ließ Gutsherr Carl von Haase weitere Gutsarbeiterhäuser errichten. So wurde das letzte der markanten Wohnhäuser im Jahr 1894 fertiggestellt. Erwähnenswert ist auch das große Gärtnerhaus, das mit seinen gequaderten Ecklisenen dem damaligen Erscheinungsbild des Herrenhauses folgt.
1889 ließ Gutsherr Haase aus den Allodialgütern Wiebendorf und Hof Bretzin, Roggendorf und Marienthal, Dorotheenhof und Klein-Salitz eine Fideikommissstiftung errichten. Die Stiftung erhielt am 4. März 1889 die landesherrliche Zustimmung und sollte mit dem Ableben des Stifters ihre volle Rechtswirksamkeit erlangen. Andere Quellen sprechen von 1891, zu diesem Zeitpunkt war Karl von Haase General-Konsul des Schahs von Persien, mit Hauptwohnsitz Hamburg. Auch ging er 1891 offiziell in den Ruhestand.
Carl Hermann Theodor von Haase verstarb am 18. November 1893 in Hamburg und wurde auf dem Friedhof in Zahrensdorf beigesetzt. Seine Frau Marie Emilie Malwine von Haase, geborene Lewien, und Sohn Curt Artur Benno von Haase-Wiebendorf lebten weiterhin auf Gut Wiebendorf. Sie verstarb ebenda am 20. September 1897. Artur Benno Curt (Kurd) von Haase wurde zweiter Nutznießer des Fideikommisses Wiebendorf und Roggendorf. Er war kurz mit Adelheid von Bonin (1885–1939) verheiratet. Aus dieser Beziehung stammte der nachfolgende Dr. jur. Carl-Joachim von Haase. 1916 ist eine wohltätige von Haase-Stiftung (Min. A. f. g. A.) genannt, welche aber schon 1894 mit 150.000 Mark Kapital startete. Auch die zweite Ehe des Gutsherrn mit Gräfin Gabriele von Gersdorff scheiterte und wurde 1923 für nichtig erklärt. Hieraus stammt der Sohn Diethelm von Haase. Kurt von Hasse lebte dann noch bis in die 1930er Jahre hinein auf dem Anwesen in Wiebendorf. Er ging nach dem Gothaischen Genealogischen Taschenbuch von 1937 mit Hedwig Kalsack eine dritte Beziehung ein, der die Töchter Edith und Eva sowie der Sohn Edmund von Haase-Wiebendorf entstammten.
Durch nicht näher zu ermittelnde Umstände ist das Herrenhaus im Jahr 1943 nahezu vollständig zerstört worden. Die noch vorhandenen Reste des imposanten Herrenhauses wurden nach 1945 von sowjetischen Einheiten gesprengt, Trümmer dieser Sprengung finden sich noch heute am ehemaligen Standort des Hauses. Erhalten blieben einige der Wirtschaftsgebäude und die Gutsarbeiterhäuser, die nach der deutschen Wiedervereinigung verkauft und schrittweise saniert wurden. Der ebenso erhaltene Pavillon wurde denkmalgerecht saniert, sein Erscheinungsbild lässt die einstige Pracht des Haupthauses erahnen. Erwähnenswert ist auch der im Jahr 1879 erbaute große Pferdestall mit Wasserturm, welcher einst mit weithin sichtbaren Pferdekopf-Terrakotten versehen war, von denen nur noch Bruchstücke vorhanden sind. Ein Großteil der noch erhaltenen Gebäude der ehemaligen Gutsanlage steht heute unter Denkmalschutz.

### Besitzerfolge Gut Wiebendorf 1506–1935
- Familie von Blücher[15][16] (1506–1633)
  - Reimar von Blücher
  - Joachim von Blücher († 1550), Domherr zu Ratzeburg[17]
  - Christoph von Blücher[18]
- Hieronymus Vogeler (1633–1639), Bürgermeister[19]
- Barthold Moller (1639–1651), Bürgermeister[20]
- Joachim Sander (1651–1655), Oberstleutnant
- Erich von Wördenhofen (1655–1659)
- Johann Tellien (1659–1668), Oberst
- Familie von Delwig (1668–1700)[21][22]
  - Heinrich von Delwig, Generalmajor
  - Walther von Delwig, Kapitän und Ehefrau Katharina, geborene von Delwig
- Familie von Stöterogge und von Dellwig (1700–1749)[22]
  - Staz Friedrich von Stöterogge († 1723)
  - Sophia Elisabeth von Stöterogge, geborene von Delwig († 4. Juni 1749)
    - ⚭ Valentin Friedrich von Both († 12. Juni 1737), Oberstleutnant
    - ⚭ Joachim Werner von dem Knesebeck († 1749)
- Familie von Kirchner und von Dellwig (1749–1782)[22]
  - Hedwig Juliane von Kirchner, geborene von Delwig († 1772)
  - Otto von Kirchner († 1778)
  - Erbengemeinschaft der Familien von Delwig und von Kirchner
- Johann Reinhold Baron von Rosen[23] (1782–1784)
- Johann Hermann Kütemeyer (1784–1791), Rechtsanwalt
- Heinrich Ludwig Giese (1791–1798)
- Hartwig von Bülow, Kammerherr[24] (1798–1800)
- Heinrich Joseph Graf von Malet (1800–1803)[25]
- Christian Andreas Kober (1803–1804)
- Peter Knaudt (1804–1810), Bürgermeister[26][27]
- Johann Friedrich Rüdel (1810–??), Kommerzienrat[28]
- Johannes Krückmann (1828–1866 ??)[29]
- Johann Konrad Oluff Krückmann (??–1841)[28]
- Friedrich Gabriel Zarneckow (1841–1843)
- Familie von Witzendorff[30] (1843–1876)
  - Peter von Witzendorff (1778–1857), hannoverscher Oberhauptmann
  - Wilhelm von Witzendorff (1830–1865), preußischer Premierleutnant a. D.
  - Marie von Witzendorff, geborene Schliephake (1833–1893) und minderjährige Erben
- Familie von Haase (1876–1935)[31][32]

## Herrenhaus

### Baubeschreibung

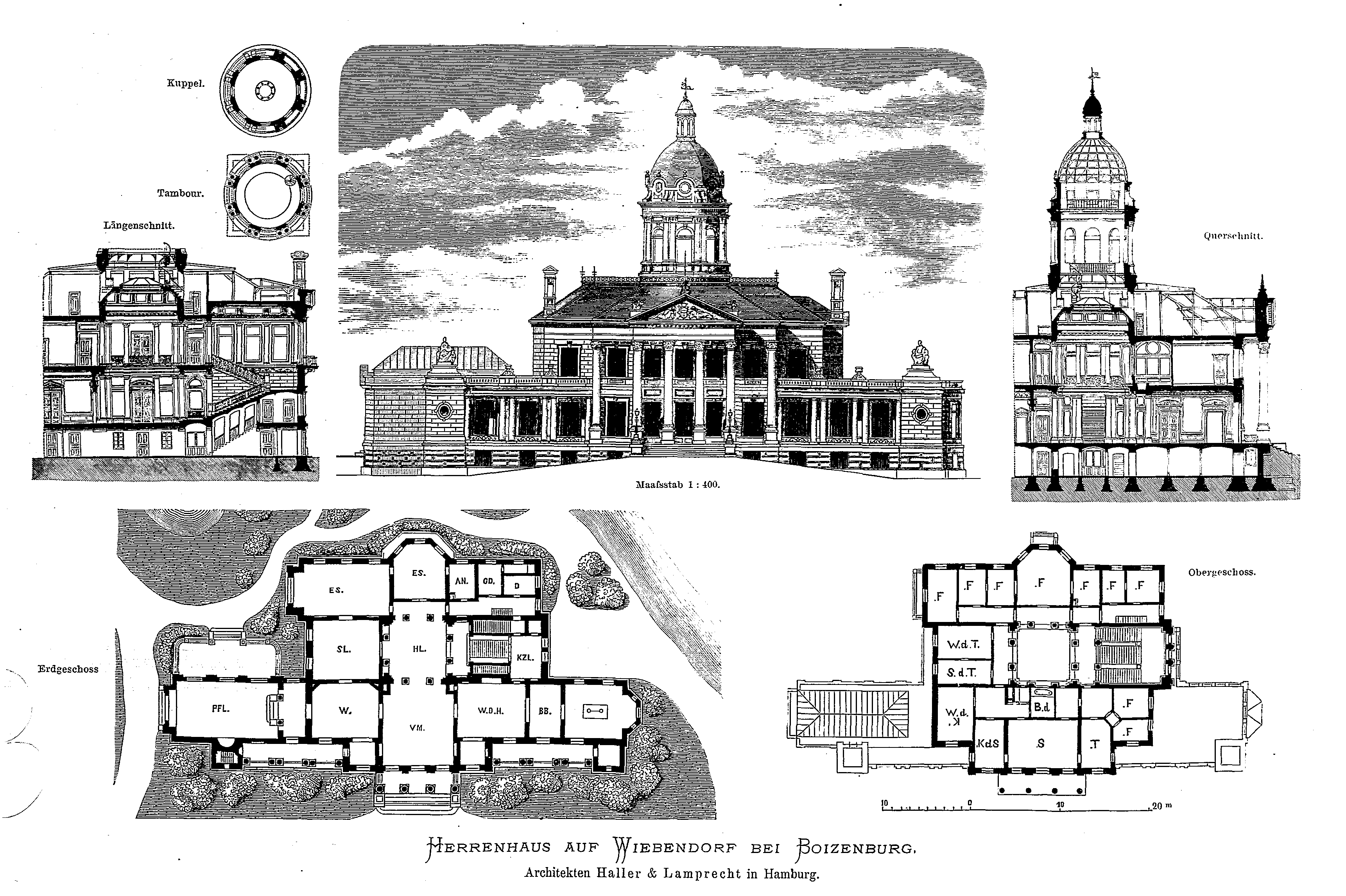
Herrenhaus Wiebendorf, Entwurfszeichnung der
Architekten Haller und Lamprecht.

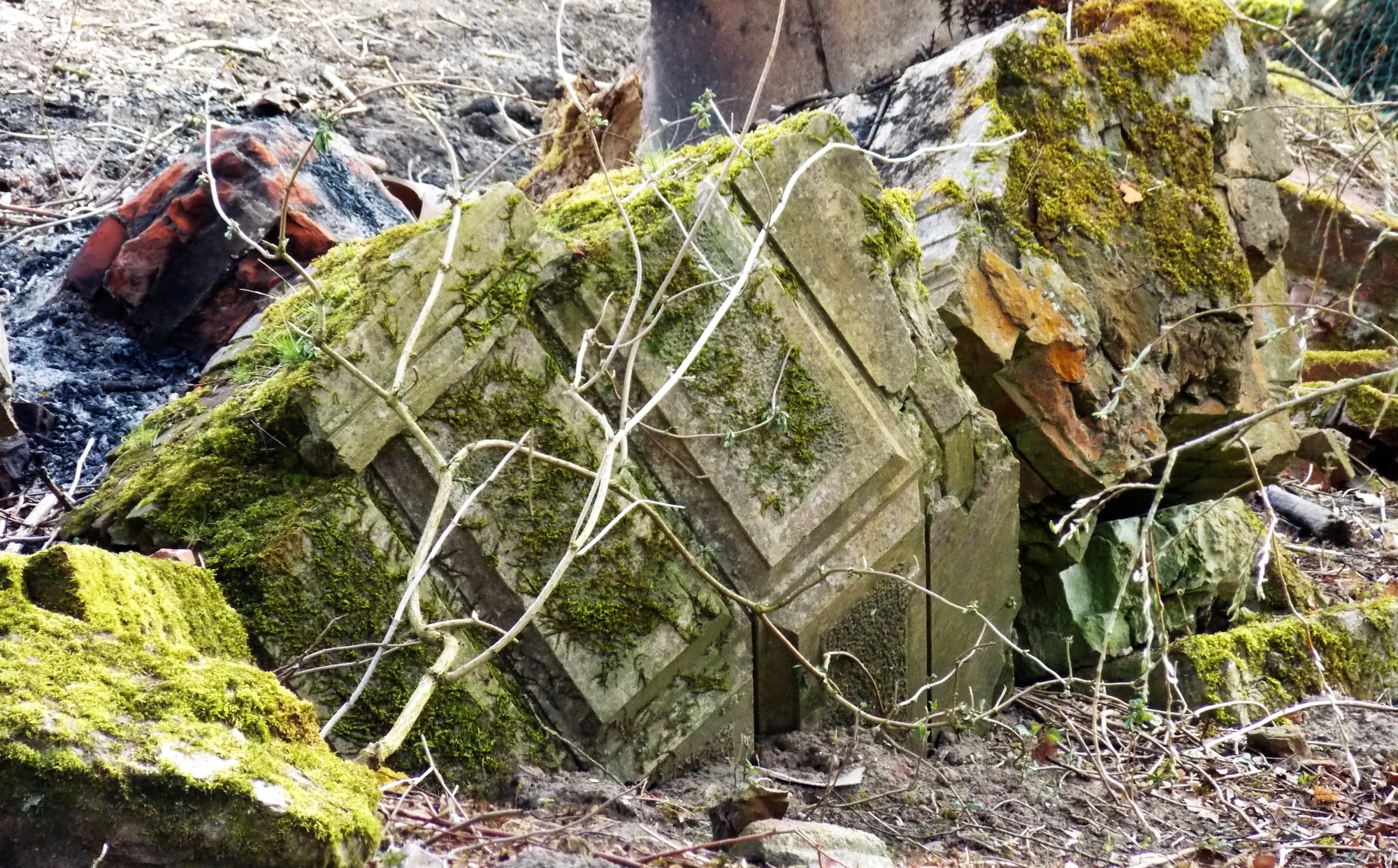
Überreste eines polygonen Vorbaus.

Der Architekt verwendete in seinem Entwurf überwiegend Formen der klassizistischen Renaissance. Vorbilder fand er in Villenbauten von Andrea Palladio, unter anderem der Villa Rotonda und der Villa Barbaro.
Auf einem kreuzförmigen Grundriss entstand in mehr als zweijähriger Bauzeit ein bemerkenswerter Zentralkuppelbau, der in seiner Größe mit manchem Schloss konkurrieren konnte. Das imposante Herrenhaus war über 51 Meter breit und hatte eine Tiefe von annähernd 29 Meter. Die Gesamthöhe betrug hingegen 37 Meter (Kuppelbau).
Für die Auswahl des Gebäudestandortes waren folgende Kriterien ausschlaggebend, der bereits angelegte Park mit seinen alten Baumgruppen, und der in unmittelbarer Nähe gelegene Fluss Schaale. Die Lageanordnung der bereits neu errichteten Wohn- und Wirtschaftsgebäude floss ebenso mit in die Standortauswahl ein.
Das Gebäude war dreigliedrig, in symmetrischer Anordnung. Der Hauptfront vorgesetzt waren zwei schmale Säulengänge, mittig in der Hauptachse teilte ein über beide Etagen gehender viersäuliger Portikus die Fassade. Mit dem Durchschreiten des Portikus betrat man die geräumige Eingangsdiele, welche direkt in die quadratische Mittelhalle führte. Diese Mittelhalle erstreckte sich über alle Geschossebenen und war im oberen Bereich von Umgängen umgeben. Die Mittelhalle schloss nach oben hin mit der imposanten Kuppel ab, welche eine Höhe von 37 Meter hatte und von einer Laterne bekrönt wurde. Oberhalb der acht hohen Rundbogenfenster des Tambours wurde zudem ein Umgang angelegt, von dem aus sich ein hervorragender Rundumblick erschloss.
Die Mittelhalle wurde im Inneren von 16 Carrara-Marmor Säulen umgeben, die jeweils paarweise in den Ecken zusammenstanden. Diese Säulen trugen einen Teil der Last des Kuppelbaues. Gleichermaßen aus Carrara-Marmor gefertigt, die zweiläufige Haupttreppe, welche mit einem reich verzierten Bronzegeländer versehen war.
Ausgehend vom Vestibül, befanden sich rechtsseitig das Zimmer des Hausherrn, die Bibliothek, das Billardzimmer, die Kanzlei und die Ankleidezimmer der Herrschaften. Die Kanzlei verfügte zudem über einen eigenen Zugang in Richtung der Schaale. Auf der linken Seite befanden sich das Wohnzimmer der Hausherrin mit Zugang zur Orangerie, der große Salon und das große Esszimmer. Das kleine Esszimmer mit dem parkseitigen polygonen Vorbau diente der Familie zur alltäglichen Einnahme der Speisen.
Im Obergeschoss befanden sich die Räumlichkeiten der Kinder, das Schlafzimmer der Herrschaften, die Fremdenzimmer und Badezimmer.
Das Kellergeschoss beherbergte hingegen die Küche, die Wirtschaftsräume und Verwaltungsräume. Ein mit edlen Möbeln und aufwendigen Glasmalereien ausgestatteter Weinkeller befand sich ebenso im Kellergeschoss.

### Innengestaltung und Einrichtung
Die Wände und Fußböden der Eingangsdiele, der Mittelhalle, des Saales und des Treppenhauses waren mit Naturmarmor oder Stuckmarmor ausgekleidet. Für die mit Schnitzwerk verzierten Deckentäfelungen, Säulen und Türen des Herrenzimmers und der Bibliothek wurde Eichenholz und Nussbaumholz verwendet. Die Türen des Esszimmers hingegen waren mit Birnbaumholz-Intarsien auf Ebenholzgrund verziert. Der große Saal wurde zudem von aufwendiger Bronze-Marketeriearbeit verziert, wobei die Wandfüllungen mit Symbolbildern ausgestaltet waren. Im Haupttreppenhaus fanden sich außerdem Wandmalereien, welche die zweiarmige Haupttreppe flankierten, sie zeigten sinnbildlich „Tages Arbeit, Abends Gäste, Saure Wochen, frohe Feste“. Deckenmalereien mit allegorischen Darstellungen der Sonne und des Regens, die sich über die Gutsherrschaft ergießen, vervollständigten die schöne Ausgestaltung des Treppenhauses. Bemerkenswert auch der mit kunstvollen Malereien versehene Deckenbereich des großen Salons. Die Wand- und Deckenmalereien des Treppenhauses und die Deckenmalerei des großen Salons wurden durch den Bremer Künstler Arthur Fitger geschaffen.
Mittelhalle und Treppenhaus waren mit eigens von Bildhauer Carl Börner modellierten bronzenen Kandelabern ausgestattet.
Die Möblierung war von ebenso hochwertiger Qualität und wurde entsprechend der Raumgestaltung ausgewählt. Den Möblierungsauftrag erhielten der Hamburger Möbelfabrikant Ludovicus Piglhein und der ebenfalls aus Hamburg stammende Möbeltischler F. Wulbrand.

### Außenfassade und Dach
Den Rohbau ließ Architekt Haller aus rotem Mallißer Backstein errichten, der folgend mit gequadertem Oberputz (Imitation von Werksteinen) verkleidet wurde. Die zahlreich zu findenden Architekturteile ließ der Baumeister direkt vor Ort aus Kunststein anfertigen. Den figürlichen Schmuck gab Haller bei den Berliner Bildhauern Friedrich Dankberg und Carl Dorn in Auftrag.
Für die Bedeckung der abgeschrägten Dächer und der Kuppel kam Schiefer zur Anwendung. Die Flachdächer wurden hingegen mit verzinktem Eisenblech abgedeckt.

### Haustechnik
Zur Haustechnik fehlen umfangreichere Angaben. Bekannt ist, dass eine Niederdruck-Wasserheizung und eine Fettgasanlage eingebaut waren.

## Park
Bereits zum Vorgängerbau des von Martin Haller konzipierten Herrenhauses gehörte ein Landschaftspark, mit einem ansehnlichen alten Baumbestand. Im Zuge der Errichtung des Haase Anwesens wurde auch der Park entsprechend neu gestaltet. So wurden neue Gehölze gepflanzt und das Wegesystem umgestaltet. Der im Zentrum des Parks gelegene See blieb hingegen erhalten.
Den 2,05 ha großen Landschaftspark ließ Carl von Haases Sohn und Erbe Curt von Haase im Jahr 1910 von der Hamburger Gartenbau-Firma Jacob Ochs und dessen leitenden Landschaftsarchitekten Leberecht Migge neu gestalten. Es war der größte Gestaltungsauftrag, den Leberecht Migge je erhielt. In die Neugestaltung bezog Migge auch den Fluss Schaale mit ein. Daher ließ er zur Verbindung der beiden Parkteile kleine Brücken errichten.
Die von Migge entworfene Park- und Gartenanlage war 1911 Gegenstand einer Sonderausstellung, die im Rahmen der ersten Garten-Kunstausstellung in Oldenburg stattfand.
Der Park ist heute in seinen Grundstrukturen kaum noch erkennbar. Ein Großteil des ursprünglichen Baumbestandes ist jedoch noch vorhanden.

## Familiengruft von Haase
Zeitgleich mit dem Bau des Herrenhauses, entstand im Auftrag von Carl Hermann Theodor Haase auf dem Zahrensdorfer Kirchhof eine große Familiengruft. Es ist davon auszugehen, dass der Entwurf von Martin Haller stammte, zumal er auch später Grabanlagen und Grabmäler für zahlungskräftige Kundschaft auf dem Hamburger Friedhof Ohlsdorf entwarf. Einige seiner Entwürfe gelten als besondere Beispiele der norddeutschen Grabmalbaukunst des 19. Jahrhunderts, so das Riedemann-Mausoleum auf dem Ohlsdorfer Friedhof. Aber auch das Grabmal des Hamburger Kaufmannes Eduard Lippert und die Grabkapelle Philipp sind Beispiele seiner Baukunst.
Die im Jahr 1882 erbaute klassizistische Familiengruft steht unter Denkmalschutz.

### Beschreibung
Im hinteren Bereich des Gruftbaues erhebt sich die Ädikulaarchitektur, mit ihren schlichten toskanischen Säulen und den begrenzenden Lisenen. Säulen und Lisenen tragen den profilierten Architrav, den oberen Abschluss bildet hingegen der stark auskragende Dreiecksgiebel, auf ihm das Kreuz als symbolische Bekrönung. Die Ädikula wird von Ruhebänken flankiert, die wiederum von einer Einfriedung eingefasst werden.
Auf der mittig eingebrachten Inschriftentafel finden sich das herrschaftliche Wappen, der Familienname und das Datum der Errichtung des Familiengrabes. Es ist erwähnenswert, dass die Tafel in ihrer heute vorhandenen Gestaltung erst nach 1889 eingebracht wurde.
Die Gruft erschließt sich über den im hinteren Bereich angesetzten Eingangsvorbau.
Während die Ädikula aus poliertem dunkelfarbigem Granitstein gestaltet wurde, kam für die großflächigen Architekturteile der Einfriedung ein heller Granitstein zur Anwendung, wobei die Abschlüsse und Schmuckelemente der Einfriedung dem Material der Ädikula entsprechen. Für die eigentliche Gruft verwendete man im sichtbaren Bereich Sandstein, nur die Abdeckplatte der oberen Öffnung ist wiederum aus Granitstein gefertigt.

## Ergänzendes

### Familienwappen von Haase
Den imposanten Dreiecksgiebel des Portikus, der als Vorhalle diente, zierten das herrschaftliche Wappen und dessen Schildhalter.
Das gespaltene Wappen von 1889 zeigt vorn einen silbernen entwurzelten Eichenbaum, über ihm ein fliegender Vogel, hinten ein aufgerichteter silberner Hase auf rotem Grund, der in seiner Rechten drei goldfarbene Blitzstrahlen hält. Der bekrönte Helm mit rot-silberner Helmdecke, auf diesem ein wachsender in grünem Ärmel gekleideter Rechtarm, der einen Persersäbel schwingt.

## Galerie

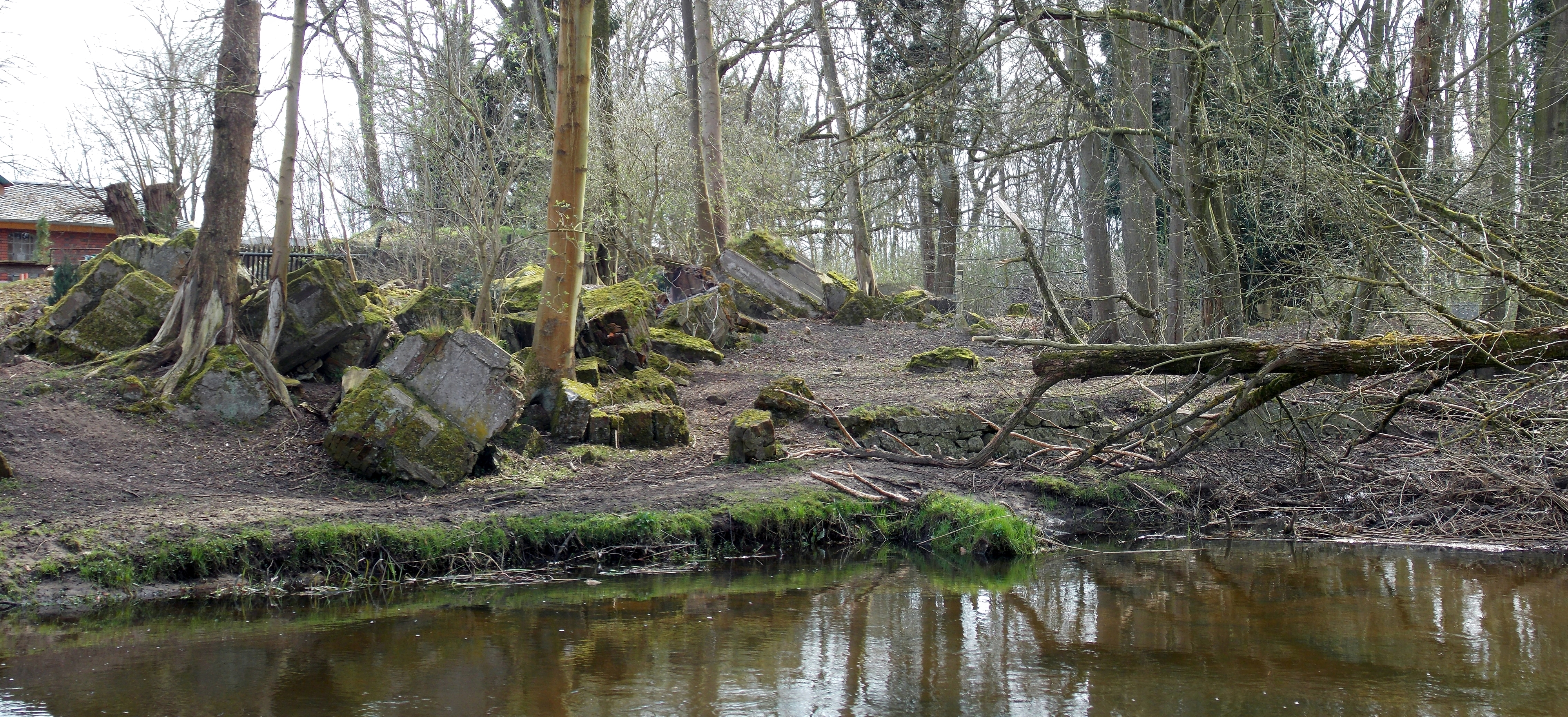
Überreste des Herrenhauses Wiebendorf
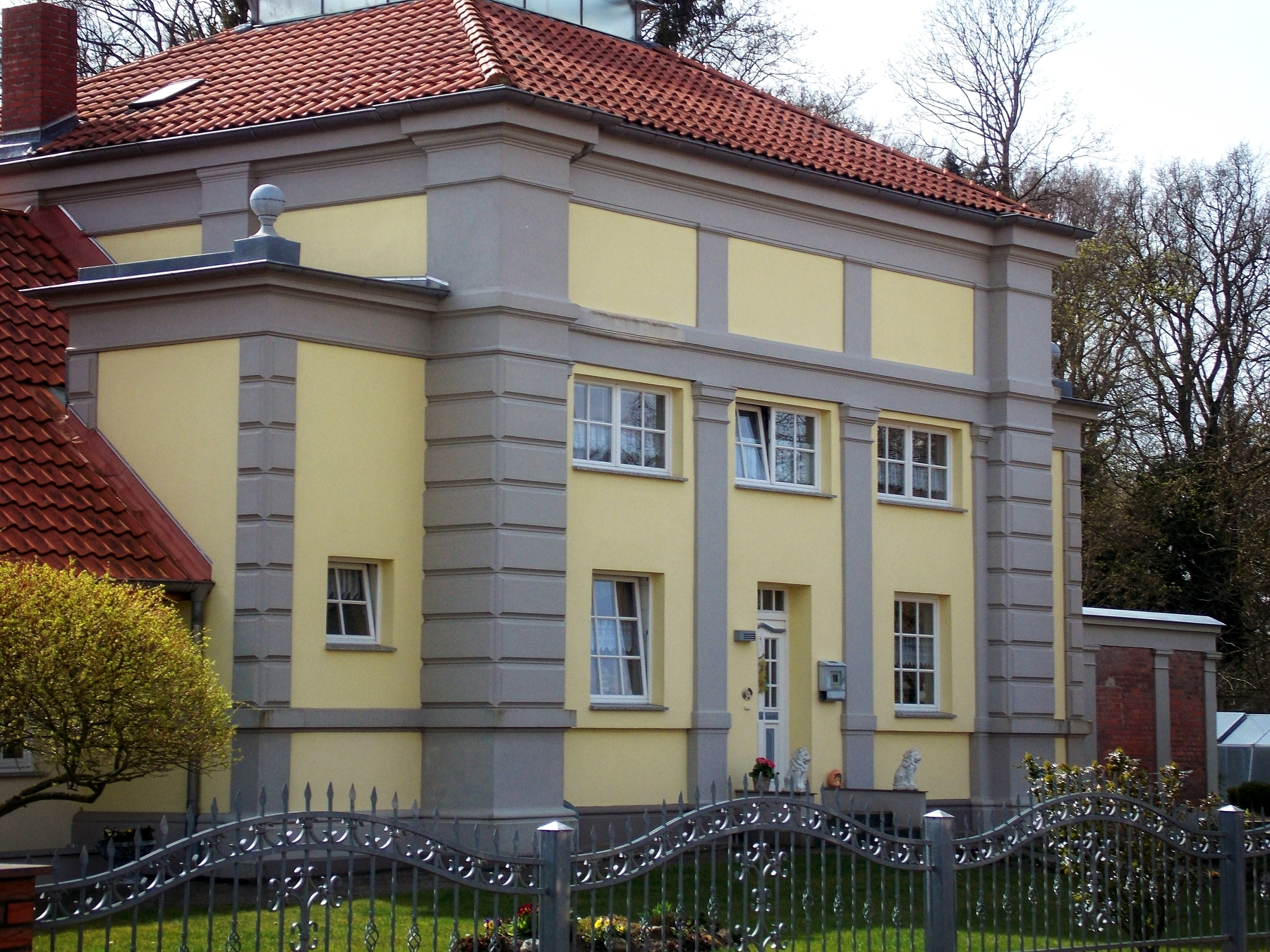
Erhaltener Pavillon, heute Wohnhaus
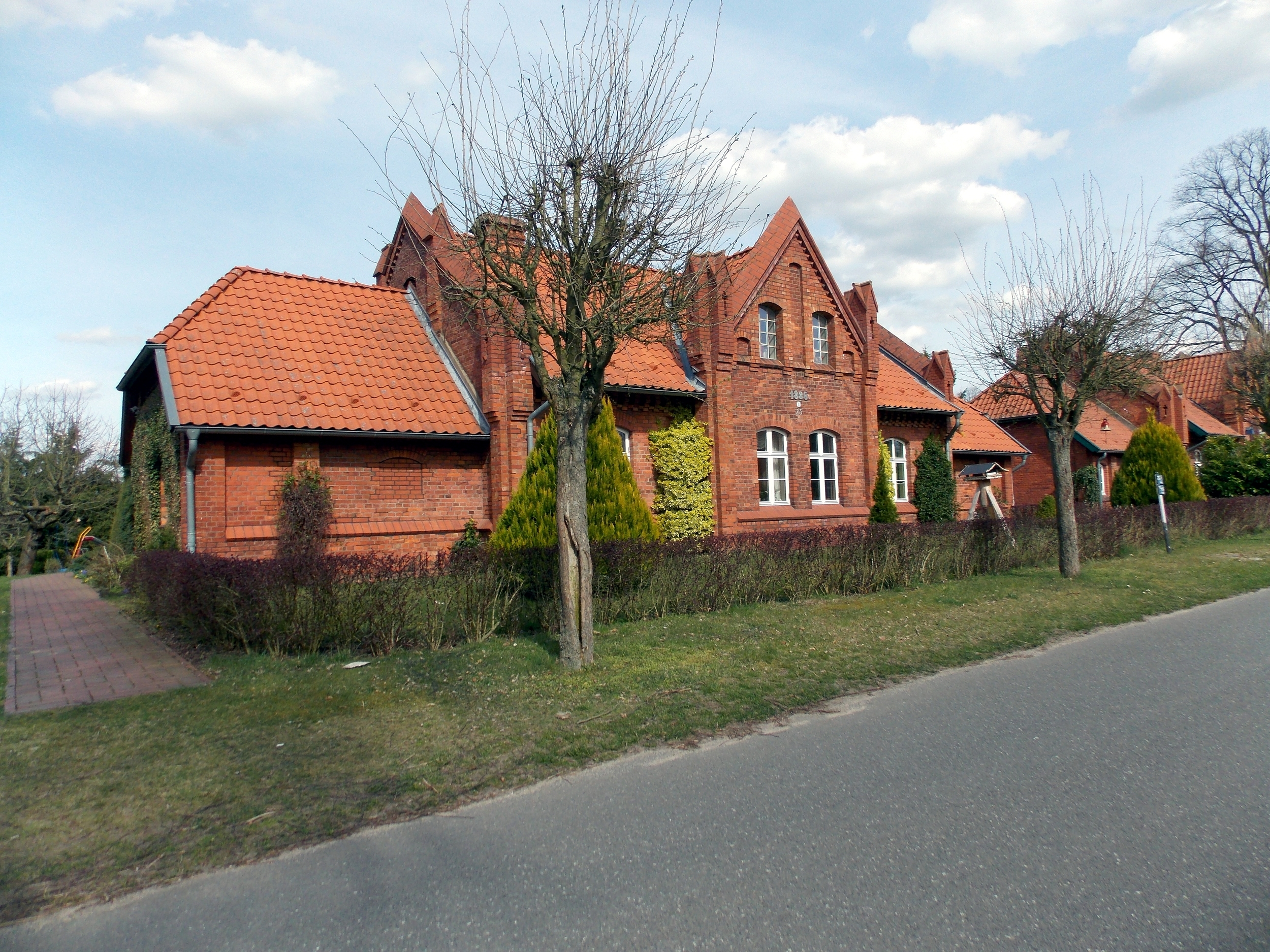
Gutsarbeiterhäuser
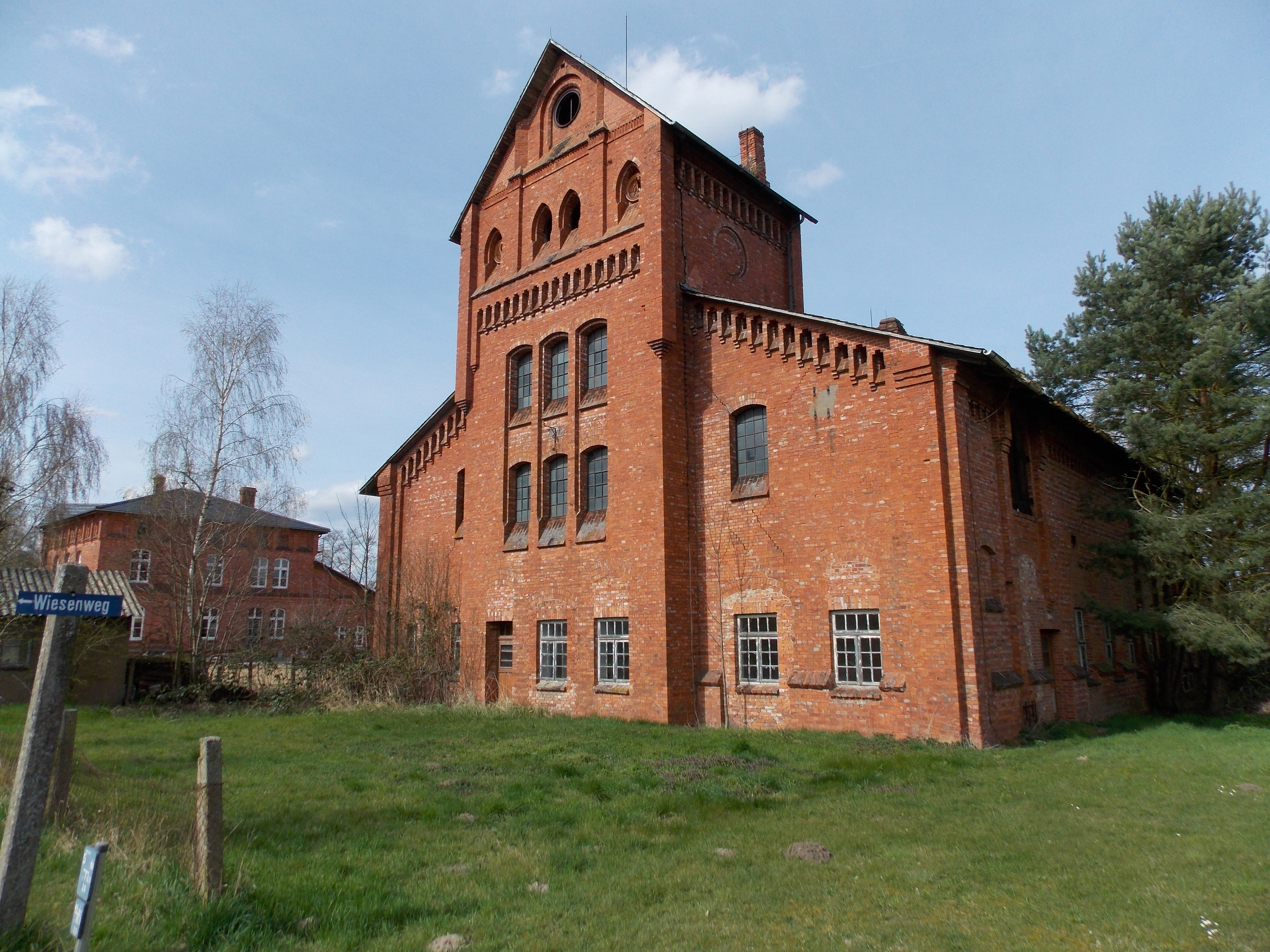
Wasserturm erbaut 1879
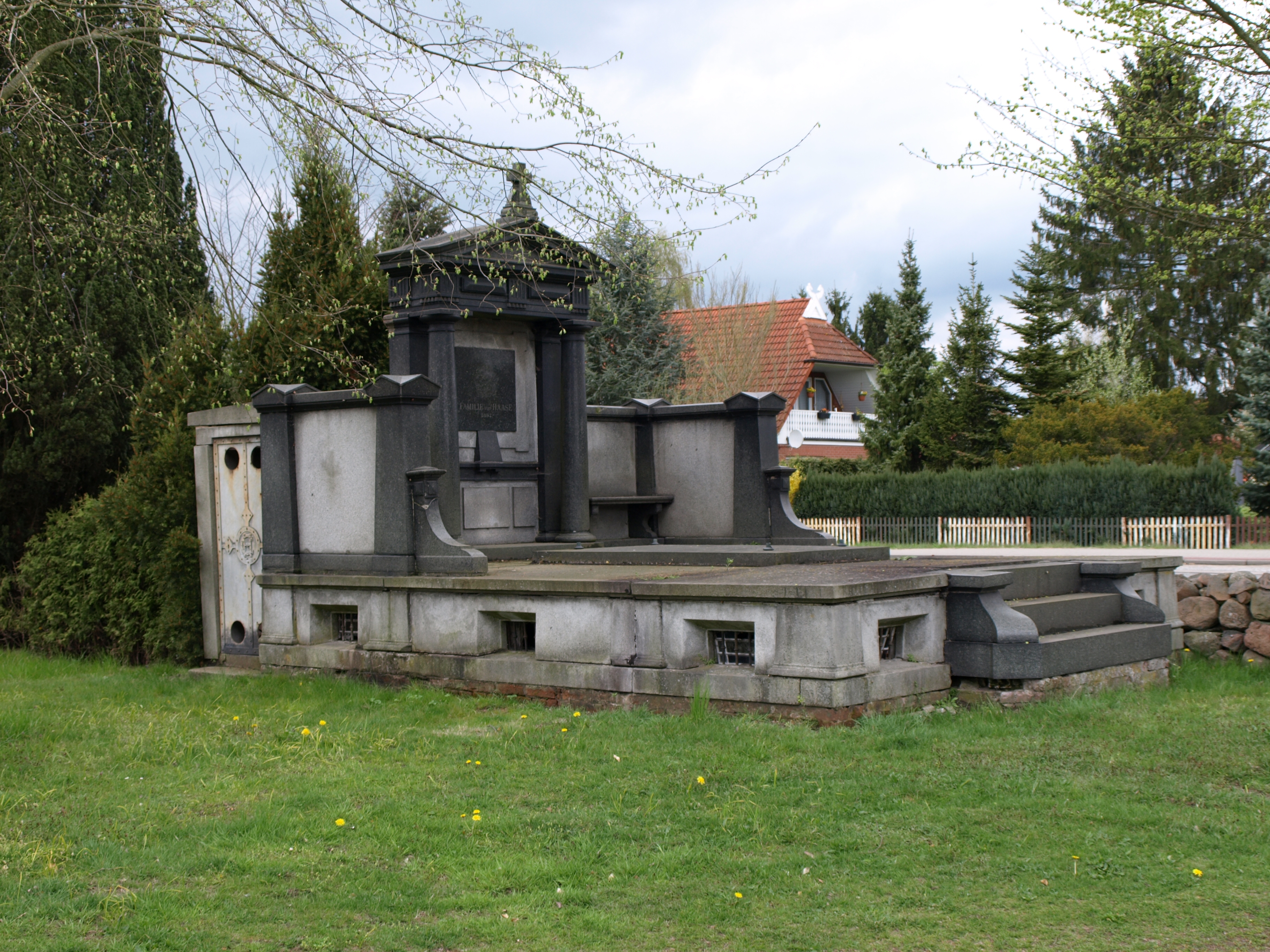
Familiengrabstätte von Haase